# Ga'on z Vilna
Ha-ga'on rabi Elijahu ben Šlomo (podle akrostichu citován jako הגר״א – ha-Gra, nazývaný též Vilenský ga'on nebo Ga'on z Vilna; 23. dubna 1720 – 28. záříjul./ 9. října 1797greg.) patřil k nejvýznamnějším židovským učencům své doby a je považován za jednu z největších postav novodobého židovství. Od mládí byl pověstný svou genialitou, fenomenální pamětí, širokým záběrem (od halachy až po kabalu) i asketickým životem a odporem k chasidismu.

## Ga'on z Vilna jako náboženská autorita
Údajně již ve třech letech zvládl nastudovat celý Tanach i s komentáři, v sedmi letech již znal několik traktátů Talmudu zpaměti, a v jedenácti letech, ještě před dosažením věku k bar micva, znal zpaměti oba Talmudy. Na rozdíl od svých souputníků kladl mnohem větší důraz na studium Jeruzalémského Talmudu, než bylo obecně zvykem. Ve svém volném čase se věnoval i matematice a astronomii. Během dospívání cestoval a studoval po Polsku a Německu, aby se ve dvaceti letech vrátil do rodného Vilniusu, a stal se největší náboženskou autoritou aškenázských židů.
Ga'on nebyl literárně tak plodný, jako například Raši, Maimonides nebo jiní, dřívější velikáni židovského národa. Ale jeho glosy k Talmudu a Šulchan aruchu nazvané Be'urej ha-Gra (výklady ha-Gry) znamenaly svým způsobem revoluci v chápání a studiu těchto spisů, stejně jako jeho komentář k Mišně, nazvaný Šnot Elijahu (Roky Elijášovy).
Ga'on z Vilna byl jedním z prvních učenců, kteří začali na studium Talmudu aplikovat i kriticko-gramatickou metodu. Zároveň nabádal své současníky, aby se nebránili studiu světských věd (především již zmíněné a jím oblíbené matematiky), což rovněž v jeho době nebyl standardní přístup většiny rabínů. Velkou známost mu přinesl spor s chasidy a následné odmítnutí chasidismu.

## Proti chasidismu

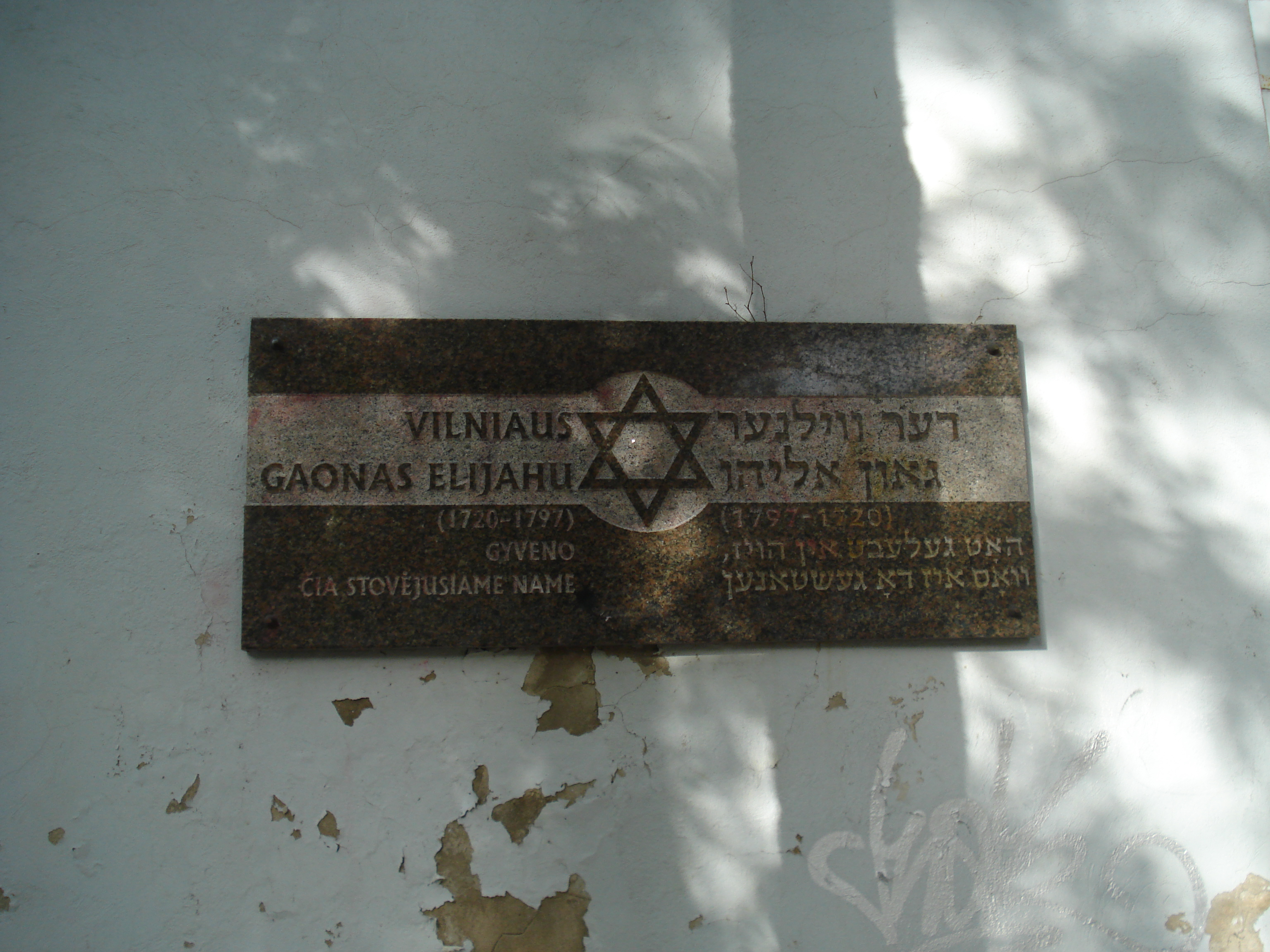
Pamětní deska Ga'ona ve Vilně

Vilenský ga'on byl de facto ztělesněním toho, co chasidé odsuzovali a odmítali – prototypem přísného učence, neúnavně studujícího a z jejich pohledu nesmyslně memorujícího svaté knihy, bez emocí, bez jakéhokoli vnějšího prožitku. Pro Ga'ona z Vilna, který spal pouze pár hodin denně a odmítal většinu tělesných požitků, byli naopak chasidé tlupou zdivočelých, negramotných a nevzdělaných hlupáků, zanedbávajících studium a nebezpečně se oddávajících extatickým i jiným požitkům a různým lidovým zvykům, jako bylo vytváření amuletů, různé lidové pověry jako víra ve skřítky, dybuky apod. Důraz chasidismu na kabalu přiměl Ga'ona z Vilna k tomu, aby kabalu studoval hlouběji a nakonec dospěl k jinému pohledu, když sjednotil mystické vlivy a myšlenky s halachou, a kabala se stala i součástí aškenázské liturgie a zvyků.
Ga'on z Vilna se stal vůdčí osobností hnutí Mitnagdim, tedy odpůrců proti chasidismu. Podařilo se mu vytlačit chasidy z Vilna (centrum chasidismu tak leželo především v Haliči, Ukrajině a Bělorusku, litevští židé, známí též pod označením „litvaci“ zůstali většinou ne-chasidy), uvalil na chasidy klatbu[nepřesný odkaz] (cherem) a vyjádřil se na jejich adresu slovy:
| „ | Kdyby to bylo v mé moci, naložím s nimi tak, jako prorok Elijáš s kněžími Ba'alovými. | “ |

## Vliv Ga'ona na soudobé židovstvo
Obrovská autorita Ga'ona ovlivnila řadu jeho mladších současníků. Jeden z jeho nejvýznamnějších žáků, rabi Chajim z Voložina, se stal duchovním zakladatelem Voložinské ješivy, ze které vzešli pozdější velikáni židovského náboženského či kulturního života, jako např. Abraham Isaac Kook, Chajim Nachman Bialik nebo Chajim Solovejchik, jeho žáci a přívrženci se začali nazývat podle starověkých farizeů „perušim“ a samotný Ga'on plánoval odchod do země Izrael. Ačkoli jej nikdy neuskutečnil a zemřel ve Vilniusu, několik set jeho následníků do Izraele skutečně odešlo a usadili se nejprve v Safedu a poté v Jeruzalémě, kde se soustředili kolem slavné synagogy Churva a poté i v části města, která později dostala název Me'a Še'arim.